# Granotoma krausei
Granotoma krausei é uma espécie de gastrópode do gênero Granotoma, pertencente à família Mangeliidae.